# ナタリー・ドロン
ナタリー・ドロン（Nathalie Delon、1941年8月1日 - 2021年1月21日）は、旧仏領モロッコ・ウジダ出身のフランス人女優、映画監督。

## 来歴
本名はフランシーヌ・カノヴァ (Francine Canovas)。イタリア＝スペイン系のフランス人。父親はモロッコで運送会社を経営するオラン出身のピエ・ノワールで、ナタリーが生後8か月の時に家を出た。母親は北アフリカのスペイン自治領メリリャ出身。ナタリーのほかに姉妹1人、兄弟1人がいた。
幼少期は母親の度重なる離婚で、不遇な少女時代を送った。10代後半からモデルとして活躍するが、1960年に保険代理業者のフランス人男性ギー・バルテルミーと結婚、カサブランカに戻り一女を儲けるも、程なく別居。別居後はモデル時代の芸名ナタリー・バルテルミー (Nathalie Barthélémy) でモデル兼カメラマンとして活動する。
1963年に離婚し、娘の親権はバルテルミーが持った。同1963年、『黒いチューリップ』を撮影中のアラン・ドロンと出会い、恋に落ちる。両者は子供時代の境遇が酷似しており、強く惹かれあったとされる。アラン・ドロンは、ロミー・シュナイダーとの長い婚約生活を終わらせたことで、フランスの芸能メディアから叩かれた。ナタリーはアラン・ドロンと1964年に再婚し、アランとの間に息子のアントニーを儲けたが、夫妻のハリウッド滞在中にエリザベス・テイラーと離婚したばかりのエディ・フィッシャーとも浮名を流した。1967年にアラン・ドロンが主演したネオ・ノワール サスペンス『サムライ』にアランの相手役で映画初出演。日本では翌1968年に出演した、ルノー・ヴェルレーとの共演作『個人教授』で人気が上昇した。
1968年にはアラン・ドロンと別居したがその原因は、女優業継続を希望したナタリーに対して、アランが継続に反対だったことによるものだった。同1968年10月、アラン・ドロンのボディガードだったステファン・マルコヴィッチが死亡しているのが発見されたが、犯人不明のまま事件は迷宮入りとなった。だが、芸能メディアを中心としたフランスのマスメディアは大はしゃぎでマルコヴィッチ事件を報道した。内容は、マルコヴィッチが上流階級相手に社交場を運営、乱交パーティー、同性愛、常連客の首相ジョルジュ・ポンピドゥー夫人クロード・ポンピドゥーのヌード、セックス写真が存在する、といった記事が連日報道されることとなった。このスキャンダル報道にもかかわらず、保守勢力から立候補したジョルジュ・ポンピドゥーは、ド・ゴールの後継として大統領に当選した。
結局、ドロン夫妻は翌1969年に離婚した。離婚後はスーザン・ストラスバーグと共演した『姉妹』を皮切りに積極的に映画に出演。1971年には『もういちど愛して』で離婚後も「アラン・ドロンとの共演」を果たした。1972年のエリザベス・テイラーの夫リチャード・バートンとの共演作『青ひげ』は、米国ではバートンとナタリーの恋愛関係及び、それがバートン/テイラーの離婚話を促進させたというゴシップ絡みで注目された。他の代表作に1973年の『新・個人教授』、1976年のロジェ・ヴァディム監督、シルビア・クリステル主演の『華麗な関係』などがある。
1982年、『Ils appellent ça un accident』で監督業にも進出。1988年には監督2作目となる『スウィート・ライズ』を演出した。1983年の短編映画以降は女優業からは遠ざかっていたが、2008年の『Nuit de chien』で久々に女優復帰を果たす。
アラン・ドロンとの間に儲けた息子アントニー・ドロンは後に俳優となった。
2021年1月21日木曜日、膵臓癌のためパリで死去。79歳没。

## フィルモグラフィ
| 製作年 | 邦題 原題                                               | 役名                   | 備考                                     |
| ------ | ------------------------------------------------------- | ---------------------- | ---------------------------------------- |
| 1967   | サムライ Le samouraï                                    | ジェーン・ラグランジュ | 映画デビュー                             |
| 1968   | 個人教授 La leçon particulière                          | フレデリク             |                                          |
| 1969   | 姉妹 Le sorelle                                         | ディアナ               |                                          |
| 1971   | 八点鐘が鳴るとき When Eight Bells Toll                  | シャルロット           |                                          |
| 1971   | もういちど愛して Doucement les basses                   | リタ                   |                                          |
| 1972   | フランコ・ネロとナタリー・ドロンのサタンの誘惑 Le moine | マティルド             |                                          |
| 1972   | 青ひげ Bluebeard                                        | エリカ                 | ビデオ題『リチャード・バートンの青ひげ』 |
| 1973   | 新・個人教授 Vous intéressez-vous à la chose?           | リセ                   |                                          |
| 1975   | タンカー・ジャック Docteur Justice                      | カリン                 |                                          |
| 1975   | 愛と哀しみのエリザベス The Romantic Englishwoman        | ミランダ               |                                          |
| 1976   | 暗闇のささやき Un sussurro nel buio                     | カミーラ               |                                          |
| 1976   | 華麗な関係 Une femme fidèle                             | フローラ               |                                          |
| 1979   | 星になった少年 Gli ultimi angeli                        | エリザベッタ           |                                          |

監督
| 製作年 | 邦題 原題                     | 備考 |
| ------ | ----------------------------- | ---- |
| 1988   | スウィート・ライズ Sweet Lies |      |